# Taller Acústico S.C.
Taller Acústico, S.C. (también conocido como El Cuarto de Máquinas) es un estudio de doblaje localizado en México D.F., donde trabaja directores de doblaje como: Ricardo Tejedo, Mario Castañeda, José Antonio Macías, entre otros. Es conocido por doblar algunas de las películas de Walt Disney y Pixar a partir del 2003.
Es notable agregar el uso indiscriminado de jergas mexicanas, dejando de lado las traducciones en español neutro (véase por ejemplo Dr. Stange 2), siguiendo la línea de otros talleres de traducción mexicanos.

## Trabajos de doblaje

### Películas
- La Cenicienta 2: Un Sueño Hecho Realidad
- Monsters, Inc.
- Soul
- Tierra de Osos
- Buscando a Nemo
- La Mascota de la Clase: La Película
- Terror en Amityville (Versión de Dimension Films)
- Vacas Vaqueras
- El rey león 3: Hakuna Matata
- Los Increíbles
- Winnie Pooh y el Pequeño Efelante
- Herbie A Toda Marcha
- Super Escuela de Heroes
- Agua Turbia (película de 2005)
- Chicken Little
- Las Crónicas de Narnia: El León, La Bruja y El Ropero
- Casanova
- Bambi 2: El Gran Príncipe del Bosque
- Un Papá con Pocas Pulgas
- La montaña embrujada
- Vida Salvaje
- Cars
- Invencible
- El Mundo Mágico de Terabithia (Versión de Walt Disney Pictures)
- La familia del futuro
- Ratatouille
- Oz, el poderoso
- Las Crónicas de Narnia: El Príncipe Caspian
- WALL·E
- Un chihuahua de Beverly Hills
- Tinker Bell (Excepto los star-talents residentes fuera de México)
- High School Musical 3: La Graduación (Diálogos de Jimmy "The Rocket", Donny, Tiara y voces adicionales)
- Bolt: Un Perro Fuera de Serie
- Hannah Montana: la película
- La Princesa y el Sapo
- Lemonade Mouth

### Series
- House of Mouse
- La Mascota de la Clase

- Datos: Q6138296